# Spominski kovanec 760. artilerijskega bataljona Slovenske vojske
Spominski kovanec 760. artilerijskega bataljona Slovenske vojske je bil podeljen dne 1. februarja 2001 ob 5. obletnici bataljona.

## Opis
Kovanec je narejen v tehniki kovanja denarja, ima premer 39 mm in je oštevilčen.
Na sprednji strani je reliefno upodobljena posadka havbice 105 mm na bojnem položaju med polnjenjem le-te. V zgornjem loku kovanca je krožen napis 760. artilerijski bataljon, spodnjem Sl. Bistrica, nad posadko pa številka 5.
Na zadnje strani kovanca je v zgornjem loku krožni napis REPUBLIKA SLOVENIJA, v spodnjem loku SLOVENSKA VOJSKA, v sredini pa znak Slovenske vojske.
Kovanec je shranjen v zelenem usnjenem mošnjičku.

## Prejemniki
Kovanec so dobili vsi aktivni in bivši pripadniki bataljona, ki so oštevilčeni in 30 neoštevilčenih kovancev za posebne priložnosti.